# Claude Gouyne
Claude Gouyne, né à Beauvais vers 1540 et mort le 11 février 1607, est un religieux, théologien et poète français.

## Biographie
Son père, Chretien Gouyne, était procureur à Beauvais sous la Ligue et appartenait au tiers parti des politiques, ce qui lui vaut d'être aussi exilé. Par sa mère Catherine Chofflart, il descend du juriste Guillaume Chofflart, bailli de Beauvais et de Gerberoy, auteur de la coutume générale du vidamé de Gerberoy en 1507.
Docteur en droit canon, il devient doyen du chapitre et chanoine de la Cathédrale de Beauvais. Il occupa les fonctions d'official et vicaire général des évêques successifs Charles de Bourbon, Nicolas Fumée et René Potier. 
En 1575, avec Simon de Bullandre, ils sont députés auprès du roi Henri III par le chapitre de chanoines, appuyé par Nicolas Fumée, afin de le dissuader de s'emparer du château de Bresles, propriété du chapitre.
En 1585, Claude Gouine est député à Paris au sujet de l'épidémie et de la famine.
Il est élu, en 1588, député du Beauvaisis aux États généraux de Blois. Resté fidèle à la cause royale, il est chassé par la Ligue de Beauvais l'année suivante avec Mgr Nicolas Fumée. Il se retire alors à Bresles. Fait prisonnier le vingt-neuf novembre 1599 par les ligueurs Desmaztires et Fouillo, il est conduit dans la ville de Noyon.
Après avoir recouvré sa liberté, il fait partie des commissaires envoyés vers Henri IV pour déterminer le roi à embrasser la religion catholique et joua un grand role dans l'abjuration d'Henri IV. Il occupa également les fonctions de conseiller et d'aumônier du roi Henri IV.
Il avait la réputation d'un grand canoniste. Également poète estimé, il décrit notamment en vers latins la chute du clocher de la cathédrale arrivée en 1573.
Son neveu Robert-Régis Gouine (-1621) fut également doyen du chapitre et vicaire capitulaire pendant la vacance du siège épiscopal et son petit-neveu Lucien-Laurent Gouine (-1624) chanoine et maître de chapelle de la cathédrale. Il est également l'arrière grand-oncle de Jean Paumart.

## Œuvre

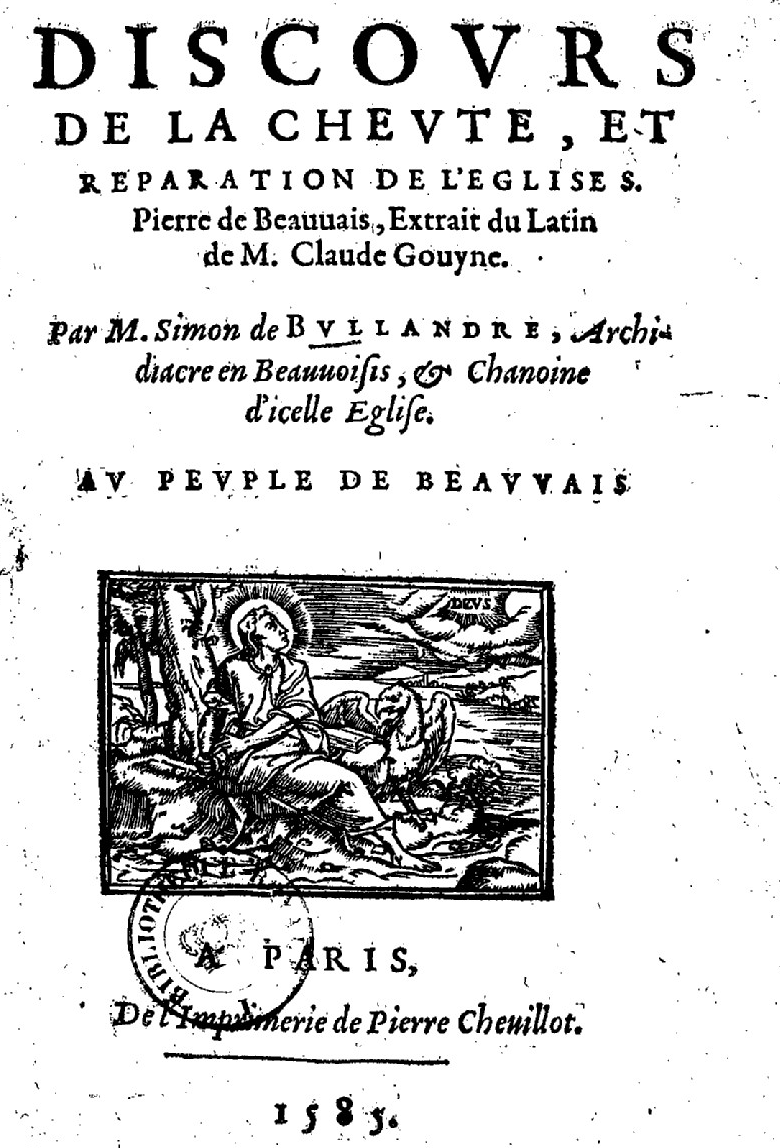
Discours de la cheute et réparation de l'église S. Pierre de Beauvais, extrait du latin de M. Claude Gouyne, par M. Simon de Bullandre,... Au peuple de Beauvais

- Discours de la cheute et réparation de l'église S. Pierre de Beauvais, extrait du latin de M. Claude Gouyne, par M. Simon de Bullandre,... Au peuple de Beauvais (1585)

## Sources
- « Gouyne (Claude) », in : Louis Graves, "Précis statistique sur le canton de Beauvais, arrondissement de Beauvais", 1855
- « Gouine (Claude) », in : Charles Braine, "Les hommes illustres du Département de l'Oise: bibliothèque ..., Volumes 1 à 3", 1858
- Jean-Baptiste Honoré Raymond Capefigue, « Histoire de la réforme, de la Ligue, et du règne de Henry IV » (1834)